# T̛
Cette page contient des caractères spéciaux ou non latins. S’ils s’affichent mal (▯, ?, etc.), consultez la page d’aide Unicode.
T̛ (minuscule : t̛), appelé T cornu, est une lettre additionnelle latine, utilisée dans la translitération ISO 11940 du thaï.
Il s’agit de la lettre T diacritée d’un cornu.

## Utilisation
Dans la norme ISO 11940 de romanisation du thaï, le t cornu est utilisé dans le digramme ‹ t̛h › translittérant la lettre tho phu-thao ‹ ฒ ›.

## Représentations informatiques
Le T cornu peut être représenté avec les caractères Unicode suivants (latin de base, diacritiques), :
| forme     | représentation | chaîne de caractères | point de code  | description                                  |
| --------- | -------------- | -------------------- | -------------- | -------------------------------------------- |
| capitale  | T̛              | T◌̛                   | U+0054, U+031B | lettre majuscule latine t, diacritique cornu |
| minuscule | t̛              | t◌̛                   | U+0074, U+031B | lettre minuscule latine t, diacritique cornu |